# Albert Ammons
Albert Ammons, születési nevén Albert Clifton Ammons (Chicago, Illinois, 1907. március 1. – Chicago, Illinois, 1949. december 2.) az egyik legnagyobb hatású amerikai boogie-woogie blues és dzsessz-zongorista volt.

## Életpályája
Zongoristacsaládban született. 10 éves korától zongorázott. A boogie-woogie iránt az érdeklődést részben édesapja, részben pedig Meade Lux Lewis keltette fel, akivel összebarátkozott. Sokáig taxisofőrként dolgozott. Zenészi pályája az 1920-as években kezdődött, miután ismét találkozott gyermekkori barátjával, Meade Lux Lewisszal. 
Az 1930-as évek végén New York Citybe költözött, ahol megismerkedett Pete Johnsonnal. Kettejük precíz, bravúros zongorajátékot igénylő duettjeit mások hosszú időn át nem voltak képesek utánozni. Csak évtizedekkel később ismételte meg ezek előadását Dr. John és Jools Holland.
Nem sokkal 43. születésnapja előtt hunyt el.

## Emlékezete
Ammons nagy hatást gyakorolt olyan nevezetes zongoristákra, mint például Jerry Lee Lewis, Dave Alexander, Dr. John, Hadda Brooks, Johnnie Johnson, Ray Bryant, Erroll Garner, Katie Webster, Axel Zwingenberger, Henri Herbert és Steve "Big Man" Clayton.
Jörg Hegemann német zongorista Ammons születésének 100. évfordulójára adta ki A Tribute to Albert Ammons című albumát.

## Diszkográfiája

### Legnevezetesebb dalai
- "Boogie Woogie Stomp"
- "Boogie Woogie Prayer"
- "Shout for Joy"
- "Woo-Woo" (1939) (Columbia 35958, C44-2)

### Válogatott albumai
| Megjelenés éve | Cím                                              | Lemezkiadó     | Megjegyzések    |
| -------------- | ------------------------------------------------ | -------------- | --------------- |
| 1941           | Boogie Woogie                                    | Columbia       | Válogatás       |
| 1941           | 8 to the Bar                                     | RCA Victor     | Pete Johnsonnal |
| 1948           | King of Boogie Woogie (1939–1949)                | Blues Classics |                 |
| 1951           | Boogie Woogie Classics                           | Blue Note      |                 |
| 1975           | King of Blues and Boogie Woogie 1907–1949        | Oldie Blues    |                 |
| 1982           | King of Blues and Boogie Woogie 1907–1949 Vol. 2 | Oldie Blues    |                 |
| 1992           | The First Day                                    | Blue Note      |                 |
| 2004           | The Boogie Woogie Trio, Vols. 1–2                | Storyville     |                 |

## Bibliográfia
- Ian Carr, Digby Fairweather, Brian Priestley: Rough Guide Jazz. Der ultimative Führer zum Jazz. 1800 Bands und Künstler von den Anfängen bis heute. 2., erweiterte und aktualisierte Auflage. Metzler, Stuttgart/Weimar 2004, ISBN 3-476-01892-X.
- Richard Cook, Brian Morton: The Penguin Guide of Jazz on CD. 6. Auflage. Penguin, London 2002, ISBN 0-14-051521-6.
- Christopher I. Page: Boogie Woogie Stomp – Albert Ammons & His Music. Northeast Ohio Jazz Society, Cleveland OH 1997, ISBN 978-1-885066-32-9.
- Robert Santelli: The Big Book Of Blues. A Biographical Encyclopedia. Pavilion, London 1993, ISBN 0-14-015939-8, S. 10 f.